# País dels Dahes
La satrapia dels Dahes o del país dels Dahes (en persa Dahā o Sakā paradraya, en llatí dahae) va ser una entitat de la Pèrsia aquemènida formada pel territori ocupat pels nòmades dahes, considerats un poble escita.
Els dahes no ocupaven una regió definida, ni de forma permanent. El territori per on transitaven se situava a l'est de la mar Càspia fins a la mar d'Aral; al sud el límit era Uzboy, però al nord és incert. Flavi Arrià els situa a la riba del Jaxartes, lloc que ocupaven també en èpoques posteriors. La satrapia depenia de la gran satrapia de Bactriana.